# فرانك إغان
فرانك إغان (بالإنجليزية: Frank Egan)‏ هو لاعب دوري الرغبي أسترالي، ولد في 6 أكتوبر 1906، وتوفي في 17 نوفمبر 1971 في رندويك ‏ في أستراليا.